# 追跡 (1962年の映画)
『追跡』（原題: Experiment in Terror）は、1962年に公開された、ブレイク・エドワーズ監督のサスペンススリラー映画である。夫婦作家であるミルドレッド・ゴードンとゴードン・ゴードンが、1961年の自身の小説 Operation Terror を原作とした脚本を書き、コロンビア ピクチャーズによって製作・配給された。グレン・フォード、リー・レミック、ステファニー・パワーズ、ロス・マーティンらが出演している。
登場する「謎の殺人犯」が、観客に誰かわからないよう、犯人役のロス・マーティンのクレジットはオープニングになく、エンディングで一人だけクレジットされている。また、映画のポスターや、事前の宣伝にも、マーティンの名前は一切、表記されていなかった。

## ストーリー
妹と二人でサンフランシスコのツインピークスに住む、銀行出納係のケリー・シャーウッドは、突然、現れた、異常な殺人犯（その顔は、観客にもケリーにも見えない）に脅され、銀行から10万ドルを奪うよう命令された。犯人は、警察に連絡すると、ケリーと高校生の妹トビーとを殺すと脅迫する。ケリーはFBIになんとか連絡し、捜査官のジョン・リプリーらが事件を担当することになった。
また、リプリーは、FBIを訪ねてきた女性ナンシー・アシュトン（仕事はマネキンの製造、もしくは修理）から、相談をうける。ナンシーは、自分の女友達が、交際相手から犯罪に協力するよう強要されていると言った。しかし、それはナンシー自身の境遇だった。ナンシーがリプリーに詳細を話す前に、彼女は殺される。
一方、ケリーには、姿の見えない犯人から、喘息状態の不気味な声で、脅迫の電話がかかり続ける。
FBIは、レッド・リンチという男が、レイプ、偽造、犯罪暴行、武装強盗、および殺人の記録を持っていることに気づいて、犯人と特定した。
FBIは、リンチの交際相手であるリサ・スンに接触する。リサの6歳の息子は、股関節を人工のものに交換したばかりだったが、リンチは病院の費用をすべて払っていた。そのため、リサはリンチが犯罪者だと認めず、調査に協力しない。リプリーたちは、リサの息子から、リンチが虎のぬいぐるみを買ったことを聞き出す。
リンチは最終的に、ケリーに金を盗む日時を指示する。彼女が間違いなく実行するよう、妹のトビーを誘拐し、アジトにしている毛皮倉庫に監禁する。
クライマックスは、サンフランシスコ・ジャイアンツとロサンゼルス・ドジャースとのナイトゲームの後の、キャンドルスティック・パークでの追跡劇となる。試合の場面にはドン・ドライスデールなど、実在の選手たちが登場する。
リプリーたちは、スタジアムのマウンド上までリンチを追い詰め、リプリーはリンチを撃ち、彼はマウンド上で死ぬ。

## キャスト
| 役名                                     | 俳優                     | 日本語吹替                                                 |
| 役名                                     | 俳優                     | NET版                                                      |
| ---------------------------------------- | ------------------------ | ---------------------------------------------------------- |
| ジョン・"リップ"・リプレイ               | グレン・フォード         | 納谷悟郎                                                   |
| ケリー・シャーウッド                     | リー・レミック           | 増山江威子                                                 |
| トビイ・シャーウッド                     | ステファニー・パワーズ   | 渋沢詩子                                                   |
| ガーランド・ハンフリー・"レッド"・リンチ | ロス・マーティン         | 富田耕生                                                   |
| ブラッド                                 | ロイ・プール             | 高城淳一                                                   |
| ポップコーン                             | ネッド・グラス           | 千葉耕市                                                   |
| リサ・ソン                               | アニータ・ルー           |                                                            |
| ナンシー・アシュトン                     | パトリシア・ヒューストン | 平井道子                                                   |
| 特別捜査官                               | ギルバート・グリーン     |                                                            |
| モレノ大佐                               | クリフトン・ジェームズ   | 塩見竜介                                                   |
| ケリーを連れ去った男                     | アル・アバロン           |                                                            |
| チャック                                 | ウィリアム・ブライアント |                                                            |
| FBI捜査官1                               | ディック・クロケット     |                                                            |
| 地主                                     | ジェームス・ランファー   | 村越伊知郎                                                 |
| ジョーイ・スン                           | ワーレン・シェイ         |                                                            |
| 酔っ払い                                 | シドニー・ミラー         |                                                            |
| ユン弁護士                               | クラランス・ラング       |                                                            |
| ウェルク                                 | フレデリック・ダウンズ   |                                                            |
| エドナ                                   | シェリー・オニール       |                                                            |
| ペニー                                   | マリ・リン               |                                                            |
| デイブ                                   | ハーベイ・エバンス       |                                                            |
| レイモンド・バークハート                 | ウィリアム・シャロン     |                                                            |
| ドン・ドライスデール                     |                          |                                                            |
| 不明 その他                              | N/A                      | 寺島幹夫 原田一夫 緑川稔 村松康雄 細井重之 石井敏郎 槐柳二 |
| 日本語スタッフ                           |                          |                                                            |
| 演出                                     |                          |                                                            |
| 翻訳                                     |                          |                                                            |
| 効果                                     |                          |                                                            |
| 調整                                     |                          |                                                            |
| 制作                                     | 制作                     | グロービジョン                                             |
| 解説                                     | 解説                     | 淀川長治                                                   |
| 初回放送                                 | 初回放送                 | 1970年11月29日 『日曜洋画劇場』                            |

※日本語吹替は2018年7月1日にザ・シネマで再放送された。

## 製作
この映画は、サンフランシスコで撮影された。主人公ケリー・シャーウッドの家は、クラレンドン・ハイツ地区のセント・ジャーメイン通り100番地の家屋を、勤務地はワン・モントゴメリー通りのクロッカー・ナショナル・バンク（現在のウェルズ・ファーゴ銀行）を、それぞれロケ地としている。物語終盤の最高潮に繰り広げられる追跡劇は、キャンドルスティック・パークで撮影された。そのほか、近郊のロケ地として、フィッシャーマンズワーフやノース・ビーチなどが挙げられる。
上からのカットや、鏡にうつった人物など、特別な視点による撮影が多数ある。また、時刻の経過を示すための時計のアップが、毎回、違う時計で表現されている。

## 封切
本映画は、1962年4月13日にニューヨークで封切された。イギリスでの表題は The Grip of Fear であった。

## 表彰
この映画で、ロス・マーティンは、1963年のゴールデングローブ賞の助演男優賞にノミネートされたが、受賞は逃した。